# Basilique de Sint-Odiliënberg
La basilique Saints-Wiro-Plechelm-et-Otger de la ville néerlandaise de Sint-Odiliënberg, dans la province de Limbourg et la commune de Roerdalen, est une ancienne abbatiale du VIIIe siècle de style roman, élevée en basilique par l’Église catholique romaine en 1957.

## Historique

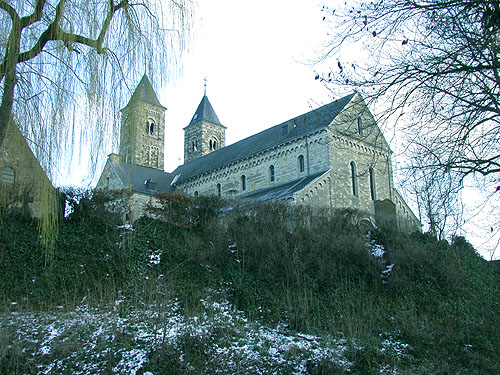
La basilique est implantée sur un monticule.

### Première abbatiale
Au VIIIe siècle, les trois prêtres missionnaires saxons Wiro, Plechelm et Otger fondent une abbaye en haut de la colline Saint-Pierre (heuvel de Sint-Petrusberg), en bas de laquelle s’est développé Sint-Odiliënberg. L’abbatiale originelle est remplacée entre le XIe et le XIIe siècle ; il n’en reste rien, mais on sait qu’elle possédait un massif occidental et un petit chœur.

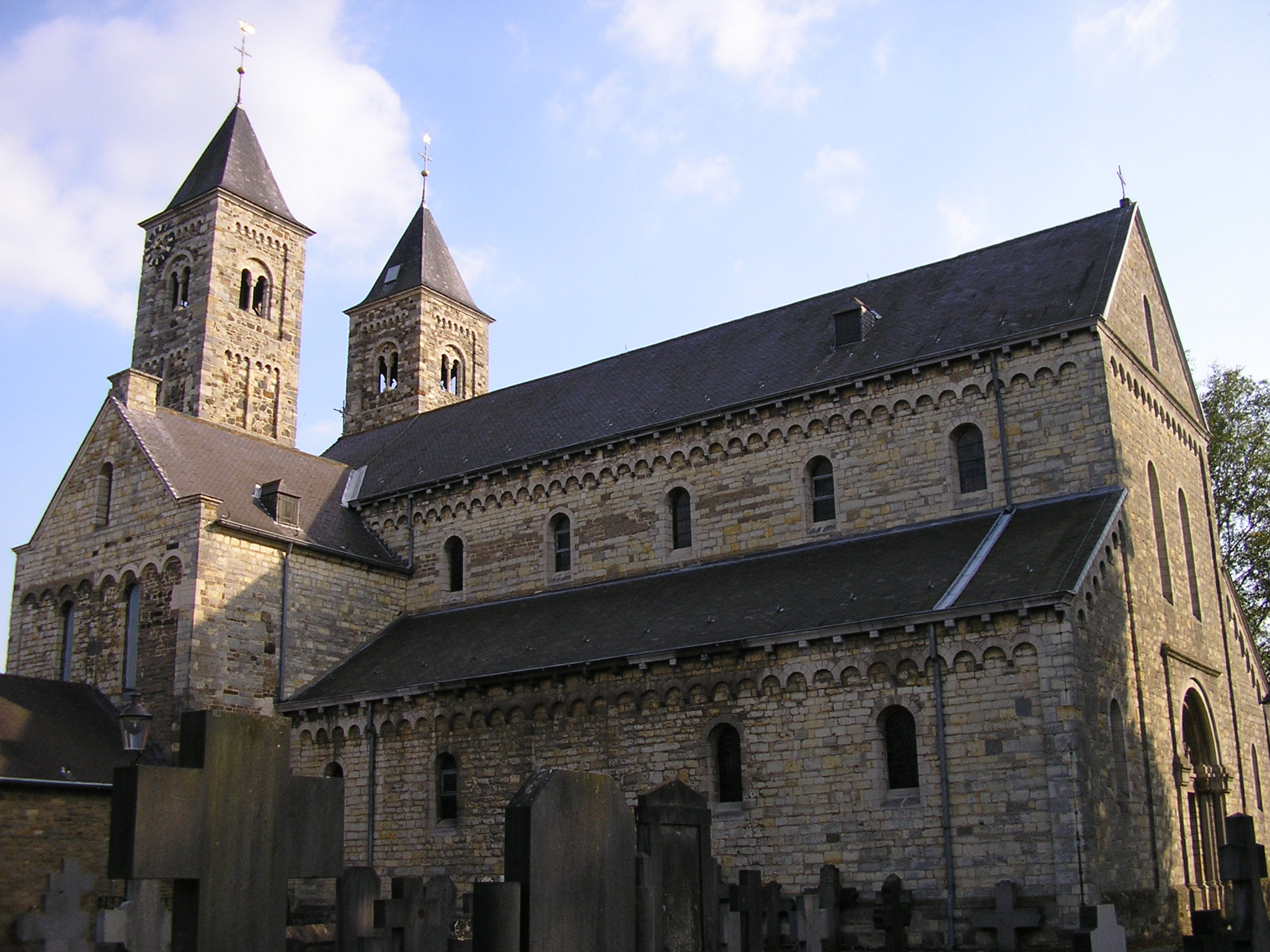
La basilique est de style roman.

### Église actuelle
L’église actuelle est achevée au XIIe siècle en style roman, mais elle a été l’objet d’importantes restaurations entre 1880 et 1883, par l’architecte néerlandais Pierre Cuypers.
L’église est en partie détruite au début de l’année 1945. Elle est reconstruite après la guerre en suivant les plans de Cuypers par Alphons Boosten, avec des modifications. En 1950, de nouveaux vitraux par Joep Nicolas sont ajoutés.

## Voir aussi

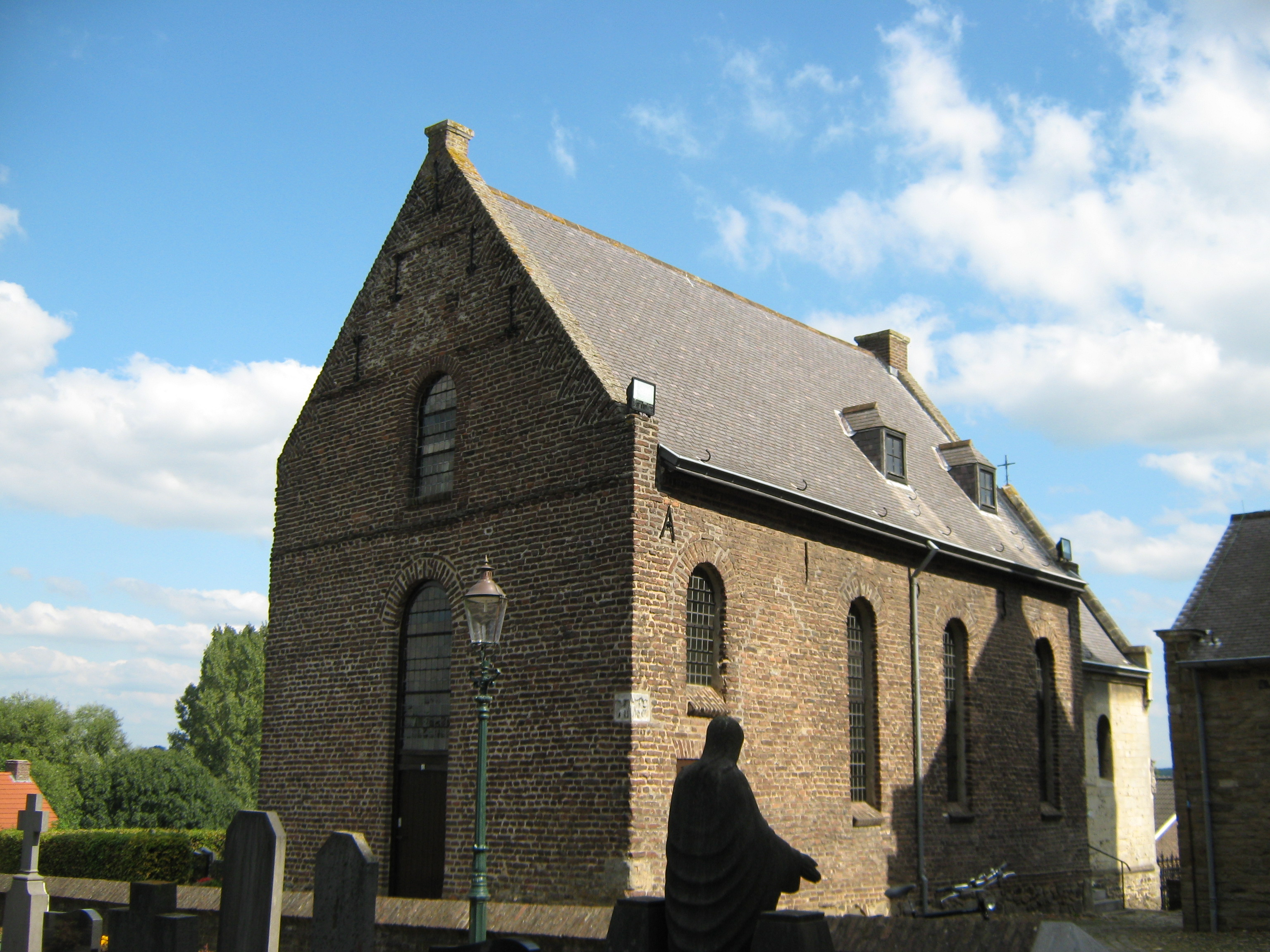
La chapelle Notre-Dame.

### Crédit des auteurs
- (nl) Cet article est partiellement ou en totalité issu de l’article de Wikipédia en néerlandais intitulé « Basiliek van de H.H. Wiro, Plechelmus en Otgerus » (voir la liste des auteurs).